# Ann-Britt Leyman
Ann-Britt Leyman (später Olsson; * 10. Juni 1922 in Stenungsund; † 5. Januar 2013 in Hisings Kärra) war eine schwedische Sprinterin und Weitspringerin.
Bei den Leichtathletik-Europameisterschaften 1946 in Oslo wurde sie Vierte über 100 m und Sechste über 200 m.
1948 gewann sie bei den Olympischen Spielen in London mit 5,575 m die Bronzemedaille im Weitsprung hinter der Ungarin Olga Gyarmati (5,695 m) und der Argentinierin Noëmi Simonetto de Portela (5,60 m). Über 200 m schied sie im Vorlauf aus.